# Житомирський ремонтний завод радіотехнічного обладнання
Житомирський ремонтний завод радіотехнічного обладнання «Промінь» — підприємство військово-промислового комплексу України.

## Історія
Після проголошення незалежності України завод перейшов у підпорядкування міністерства оборони України.
У 1999 році завод був внесений до переліку підприємств військово-промислового комплексу України, звільнених від сплати земельного податку (в цей час розмір заводської території становив 595 га).
23 квітня 2003 року Кабінет міністрів України надав заводу право самостійної реалізації продуктів утилізації військового майна Збройних Сил України на внутрішньому ринку України.
Станом на початок 2008 року, завод мав можливість::
- виробляти ракети 5Я23, 20Д, 5В27[1]
- модернізувати автоматизовані системи управління 5К58 і 5Д91, радіолокаційні станції 5Н84А[1]
- виконувати капітальний ремонт зенітно-ракетних комплексів С-75 і С-125[1]
- виконувати ремонт імітаційного оснащення 5Г98 («Аккорд-75/125»); наземного технологічного оснащення 5Ю24, 5Т82, 5Л22А, 8ТЗ11; блоків зенітно-ракетного комплексу С-300; наземного обладнання 75Е6, 73Е6[1]
- надавати послуги військово-технічного призначення: відряджати бригади фахівців з ремонту, радників і експертів; розробляти і виготовляти оснащення для ремонту обладнання[1]

Після створення в грудні 2010 року державного концерну «Укроборонпром», завод увійшов до складу концерну.